# هافلزيه
هاولزي (بالألمانية: Havelsee) هي مدينة و بلدة ألمانية تقع في ألمانيا في Beetzsee. يقدر عدد سكانها بـ 3,273 نسمة .